# Falcon de Maastricht
Falcon de Maastricht, mort en 512, est évêque de Maastricht. Dans l'hagiographie médiévale, il est à peine évoqué.  Pourtant, Falcon est le premier évêque de Maastricht, après Servais de Tongres, qui soit historiquement documenté.
Il est saint chrétien, commémoré le 20 février.

## Biographie
Contrairement à de nombreux autres évêques de la période de troubles entre la chute de l'Empire romain d'Occident et l'établissement des royaumes francs, il est possible de retrouver sa trace dans des sources. Son épiscopat commence à un moment incertain entre 458 et 535. Il est le premier évêque de Tongres dont le nom suggère une origine germanique.
Il est mentionné dans une lettre de Remi de Reims. Il s'agit d'un conflit au sein de l'église. Les événements ne peuvent pas être datés avec précision. Cependant, ils ont lieu au tout début de l'épiscopat de Falcon. Pour la délimitation temporelle de son épiscopat, il est seulement certain qu'il s'est terminé avant le concile de Clermont en 535. Lors de ce conseil, le successeur Domitien de Tongres est déjà nommé.
Remi accuse Falcon d'avoir pris illégalement possession de l'église de Mouzon (à la frontière du diocèse de Reims et de celui de Tongres-Maastricht), qui relève jusqu'alors de l'archidiocèse de Reims. Selon les déclarations de Remi, Falcon tente de faire de Mouzon un faubourg de son diocèse. Il aurait déjà nommé le bas clergé, ordonné des prêtres et nommé le directeur d'une école. L'église devait être placée sous l'autorité d'un archidiacre. La nomination d'un si haut fonctionnaire suggère un projet important. La nomination d'un nouveau clergé et l'absence de référence au clergé existant suggèrent que l'église n'est pas utilisée à cette époque. Falcon réclame les revenus de cette église.
Il est peu probable que ces événements soient liés à la division franque de l'Empire en 510. Une autre thèse part du principe que cela est à mettre en relation avec le transfert du siège diocésain de Tongres à Maastricht. L'objectif aurait alors pu être de lier plus étroitement l'évêché aux régions ayant un mode de vie romain-chrétien ininterrompu. Mais même cette thèse doit rester incertaine.
Quoi qu’il en soit, Remi considère que le comportement de Falcon est si répréhensible qu'il justifie sa destitution. De plus, il lui reproche également son inexpérience. Il rejette les ordinations faites par Falcon et fait démettre les ordonnés de leurs fonctions. Dans l'ensemble, les efforts de Falcon sont, semble-t-il, tous rejetés par la suite.
Il aurait assisté au concile de Clermont en 535 et au cinquième conseil d'Orléans en 549.
C'est un saint vénéré par l'Église catholique romaine. Son jour de fête est le 20 février qu'il partage avec Euchère Ier, son prédécesseur à la tête de l'évêché de Maastricht.